# La notte di Halloween
La notte di Halloween (Trick or Treat) è un cortometraggio animato del 1952 diretto da Jack Hannah e  realizzato, in Technicolor, dalla Walt Disney Productions, uscito negli Stati Uniti il 10 ottobre 1952. 
Nel 2002 fu inserito nel film di montaggio direct-to-video Topolino & i cattivi Disney.
Questo film segna il debutto cinematografico della strega Nocciola.

## Trama
È la notte di Halloween e la strega Nocciola a cavallo di Belzebù, la sua scopa magica, arriva a Paperopoli, dove si imbatte in Qui, Quo e Qua vestiti da diavoletto, maghetto e fantasma dirigersi verso la casa di Paperino. 
Quest'ultimo però, anziché offrire i dolci ai nipoti (come vuole la tradizione), li umilia con uno scherzo di pessimo gusto. 
Nocciola assiste alla scena e cerca di aiutare Qui, Quo e Qua a ottenere i dolci, ma fallisce. 
Decide perciò, insieme ai ragazzi, di preparare in un grande calderone una pozione magica in grado di dare vita a un Jack-o'-lantern e a un pennello, e di trasformare tre assi di legno in fantasmi e un cancello in una lira; il tutto allo scopo di spaventare Paperino.
Nocciola, arrivata a casa del papero, gli intima di dare i dolci nascosti nella dispensa ai suoi nipoti; inizialmente Paperino obbedisce e la strega dice a Qui, Quo e Qua che il loro zio "non è altro che un pollastro". Paperino però sente tutto e, convinto di dire che non è vero visto che è in realtà un papero, rinchiude i dolci nella dispensa, per poi ingoiare la chiave, sotto lo sguardo arrabbiato di Nocciola, la quale spruzza la pozione sulle zampe del ragazzo, che ubbidiscono agli ordini della strega e gliela fanno sputare per mezzo di un ballo. Dopo averla sputata, Paperino la lancia nella dispensa. Nocciola, arrabbiata, spruzza altra pozione sulle zampe del papero, che ubbidiscono sempre agli ordini della strega: lo fanno andare veloce e tentano di abbattere la porta della dispensa come un ariete.
Dopo che Nocciola è riuscita con successo a far distruggere a Paperino la porta della dispensa, Qui, Quo e Qua esultanti raccolgono i dolci sotto lo sguardo fiero della strega, mentre Paperino si arrende e viene fatto svenire da Belzebù, che torna dalla sua padrona. I ragazzi salutano e ringraziano Nocciola, che sempre a cavallo di Belzebù vola verso casa sotto il cielo stellato e la Luna piena, mentre il Jack-o'-lantern animato fa "Bu!" al centro dello schermo e sorride.

## Distribuzione

### Doppiaggio italiano
Il primo doppiaggio conosciuto è quello del 1985 per la pubblicazione del corto nella videocassetta Paperino e i racconti misteriosi. Il secondo è del 1994 ed è stato realizzato per la VHS Paperino guai in vista e quindi usato in tutte le successive occasioni.

### Edizioni home video

#### VHS
- Paperino e i racconti misteriosi (giugno 1985)[4]
- Paperino guai in vista (marzo 1994)[5]
- Paperino un adorabile pasticcione (febbraio 2002)[6]
- Paperino e l'arte del divertimento (ottobre 2004)[7]

#### DVD
Il cortometraggio è incluso nel DVD Paperino e l'arte del divertimento e, come contenuto speciale, nei DVD di Taron e la pentola magica e Pomi d'ottone e manici di scopa.